# Alex Davies
Alex Davies (* 27. Juli 1987 in Essex) ist ein  englischer Snookerspieler aus Clacton-on-Sea bzw. Holland-on-Sea an der Nordostküste Englands.

## Karriere

### Jugenderfolge und erstes Profijahr
Alex Davies folgte seinem vier Jahre älteren Bruder Adam, der es ebenfalls zum Snookerprofi brachte. 2001 stand Alex im Finale der englischen U14-Meisterschaft und ein Jahr später mit 15 Jahren nahm er erstmals an der englischen Amateurmeisterschaft teil. Mit 0:4 schied er gegen Martin Gould aus. 2003 trafen sie wieder aufeinander und Davies gewann mit 4:3. Anschließend erreichte er das Finale und bezwang Ben Woollaston mit 8:7. Mit 16 Jahren war er der bis dahin jüngste englische Meister. Daraufhin nahm er im selben Jahr auch an internationalen Amateurturnieren teil und erreichte bei der U21-Weltmeisterschaft in Neuseeland das Achtelfinale. Er verlor gegen den späteren Juniorenweltmeister Neil Robertson knapp mit 4:5.
Danach beschränkte er sich aber auf Turniere in England und Wales und versuchte, über die PIOS-Turniere einen Platz auf der Profitour zu bekommen. In der Saison 2006/07 stand er bei einem der 8 Turniere im Finale, bei einem weiteren im Halbfinale und insgesamt sammelte er gerade genug Punkte, um in der Tourwertung den 8. von 8 Qualifikationsplätzen zu erreichen. In der Saison 2007/08 durfte er an den Profiturnieren teilnehmen und erreichte beim Grand Prix seine ersten Siege in der Gruppenphase unter anderem gegen Mark Davis und Jimmy Robertson. Allerdings verlor er die Mehrzahl seiner Spiele und schied aus. Immerhin gewann er bei den Welsh Open gegen Michael White und bei den China Open gegen Rodney Goggins und erreichte jeweils Runde 2. Bei der Weltmeisterschaft besiegte er Steve Mifsud mit 10:2 und unterlag dann knapp Ian Preece mit 9:10. Da er sonst aber immer in der ersten Runde ausschied, reichten die Wertungspunkte nicht, um auf der Profitour zu bleiben.

### Q School und Tourrückkehr
Er wandte sich dem Berufsleben zu und wurde Gleisarbeiter bei der Bahn. Daneben versuchte er aber auch in den folgenden beiden Jahren über die PIOS-Turniere den Profistatus zurückzuerhalten, blieb aber weit hinter den früheren Ergebnissen zurück. Nur einmal erreichte er noch ein Viertelfinale und beendete die Saison 2010 auf Platz 27 der Gesamtwertung. Ab 2010 wurde die Players Tour Championship (PTC) mit einer Serie von Pro-Am-Turnieren für Profis und Amateure eingeführt, an der er teilnahm. Mehrfach erreichte er das Hauptturnier, aber nur beim vierten Turnier 2010 erreichte er Runde 2, profitierte dabei jedoch von 2 Absagen. Die Main-Tour-Qualifikation versuchte er über die ebenfalls neu eingeführte Q School zu erreichen. Beim dritten Turnier 2011 verpasste er das Entscheidungsspiel durch eine 2:4-Niederlage gegen Adam Duffy. Im Jahr darauf schied er bei allen Turnieren früh aus. 2013 schaffte er es aber gleich beim ersten Turnier ins Gruppenfinale und mit einem klaren 4:1-Sieg über Mitchell Travis qualifizierte er sich zum zweiten Mal für die Profitour, diesmal für 2 Spielzeiten.
In der Saison 2013/14 hatte er seine ersten Erfolge bei den Yixing Open, einem PTC-Turnier. Er schlug unter anderem Jamie Jones und Dominic Dale und zog ins Achtelfinale ein. Drei weitere Male kam er bei den Kleinturnieren unter die Letzten 32, was ihm allerdings nicht viele Weltranglistenpunkte einbrachte. Bei den großen Ranglistenturnieren kam er nicht über die zweite Runde hinaus, schaffte aber immerhin fünfmal einen Auftaktsieg. Dabei besiegte er den Weltranglistenvierten Shaun Murphy beim Wuxi Classic mit 5:1 sowie weitere Top-64-Spieler bei anderen Turnieren. Das zweite Jahr begann er auf Platz 74 mit guten Aussichten, sich selbst unter den Top 64 zu etablieren. Doch zunächst verlor er alle Auftaktmatches. Erst beim Shanghai Masters gelangen ihm die ersten Siege und er kam gleich bis in die vierte Qualifikationsrunde. Danach waren es wieder 2 PTC-Turniere, bei denen er unter die Letzten 32 kam. Bei allen anderen Turnieren verlor er aber schon das erste Spiel und so stand er bei den letzten beiden Saisonturnieren unter Erfolgsdruck. Bei den China Open besiegte er zwar mit Tom Ford einen Top-32-Spieler, verlor dann aber in Peking in der Wildcard-Runde gegen den 17-jährigen chinesischen Amateur Zhao Xintong mit 0:5. Bei der Weltmeisterschaft erreichte er mit einem Sieg über Michael Georgiou ebenfalls Runde 2, aber eine 2:10-Niederlage nach 2:2-Zwischenstand gegen Ryan Day beendete dann erneut seine Profikarriere.
In den folgenden Jahren versuchte er es weiter ausschließlich über die Q School ein Tourticket zu erlangen. Ganz nah kam er dem beim zweiten Turnier 2017, als er das Entscheidungsspiel gegen den Waliser Duane Jones erreichte, es aber mit 2:4 verlor. Meist kam er nicht über die dritte Runde hinaus und verlor mehrfach schon sein Auftaktspiel.

## Erfolge
Ranglistenturniere:
- Runde der Letzten 48: Shanghai Masters (2014)

Andere Profiturniere (Minor-Ranking-Turniere):
- Achtelfinale: Yixing Open (2013)

Qualifikationsturniere:
- Main-Tour-Qualifikation: Q School (2013 – Turnier 1)
- Finalist: Q School (2017 – Turnier 2), PIOS (2006/07 – Turnier 2)

Amateurturniere:
- Englischer Meister (2003)